# Brauiweiher
Der Brauiweiher ist ein kleiner See, der rund einen Kilometer südwestlich des Dorfzentrums von Weisslingen im Schweizer Kanton Zürich liegt. Er diente früher zur Eisproduktion für eine einst hier betriebene Bierbrauerei. 

## Beschreibung
Der Brauiweiher liegt auf einer Anhöhe am Eingang zum Zürcher Oberland auf 609 m ü. M. und hat eine Fläche von 4,6 Hektar. Der See ist rund 350 Meter lang und 160 Meter breit. Der Fürbach ist sowohl Zufluss als auch Abfluss des Sees, der im 19. Jahrhundert künstlich angelegt worden ist. Er versorgte die damals hier betriebene Bierbrauerei mit Eis, woran der Name Brauiweiher heute noch erinnert.
Der See liegt in einem Naturschutzgebiet und kann auf dem Uferweg zu Fuss in einer knappen halben Stunde umrundet werden. Am See befinden sich öffentliche Feuerstellen und auf der gegenüberliegenden Strassenseite ein Restaurant. Das Baden im See ist nur im Naturbad im östlichen Teil beim Damm erlaubt.

## Erreichbarkeit
Als regionales Naherholungsgebiet ist der Brauiweiher durch eine Strasse gut erschlossen. Für Motorfahrzeuge stehen auf der westlichen Seeseite Parkplätze zur Verfügung. Besucher, die mit dem öffentlichen Verkehr anreisen, können mit dem Bus ab Bahnhof Illnau bis zur Station Brauiweiher fahren.